# Воинское сельское поселение (Крым)
Воинское се́льское поселе́ние (укр. Воїнське сільське поселення, крымскотат. Воинка кой юрту, Voinka köy yurtu) — муниципальное образование в составе Красноперекопского района Республики Крым России.

## География
Поселение расположено на севере района, в степном Крыму, выходя к южному берегу озера Кирлеутское. Граничит на западе с Новопавловским, на севере с Вишнёвским, на юге с Орловским и на востоке с Магазинским сельскими поселениями.
Площадь поселения 84,73 км².
Основные транспортные магистрали — автодороги 35А-001 граница с Украиной — Джанкой — Феодосия — Керчь, 35К-012 Черноморское — Воинка (по украинской классификации — М-17, Т-0107).

## Население
| 2001  | 2014  | 2015  | 2016  | 2017  | 2018  | 2019  |
| ----- | ----- | ----- | ----- | ----- | ----- | ----- |
| 5431  | ↘4812 | ↗4822 | ↘4812 | ↘4777 | ↘4753 | ↘4725 |
| 2020  | 2021  |       |       |       |       |       |
| ↘4706 | ↗4918 |       |       |       |       |       |

## Состав сельского поселения
Поселение включает 2 населённых пункта:
| № | Населённый пункт | Тип населённого пункта | Население на 2014 год |
| - | ---------------- | ---------------------- | --------------------- |
| 1 | Воинка           | село, центр            | ↗4099                 |
| 2 | Источное         | село                   | ↗819                  |

## История
Воинский сельский совет был создан в начале 1920-х годов в составе Джанкойского района. Согласно Списку населённых пунктов Крымской АССР по Всесоюзной переписи 17 декабря 1926 года, в состав совета входило 12 населённых пунктов с населением 2903 человека.
Постановлением ВЦИК от 30 октября 1930 года был восстановлен Ишуньский район и сельсовет включили в его состав. Постановлением Центрального исполнительного комитета Крымской АССР от 26 января 1938 года Ишуньский район был ликвидирован и создан Красноперекопский район с центром в поселке Армянск (по другим данным 22 февраля 1937 года), в который перешёл совет.
С 25 июня 1946 года сельсовет в составе Крымской области РСФСР. 26 апреля 1954 года Крымская область была передана из состава РСФСР в состав УССР. На 15 июня 1960 года сельсовет включал 11 населённых пунктов:

| - - Берёзовка - Воинка - Долинка - Знаменка | - - Источное - Каменка - Новониколаевка - Новопавловка | - - Орловское - Привольное - Шатры |

В 1967 году был образован Братский сельсовет, куда отошли Берёзовка, Долинка, Новониколаевка, Новопавловка и Привольное, к 1968 году Каменка присоединена к селу Шатры, к 1977 году был создан Орловский сельсовет, куда, кроме Орловского, отошли Знаменка и Шатры и совет обрёл современный состав.
С 12 февраля 1991 года сельсовет в восстановленной Крымской АССР, 26 февраля 1992 года переименованной в Автономную Республику Крым. По Всеукраинской переписи 2001 года население совета составило 5431 человек. С 21 марта 2014 года в составе Крыма аннексировано Россией. Законом «Об установлении границ муниципальных образований и статусе муниципальных образований в Республике Крым» от 4 июня 2014 года территория административной единицы была объявлена муниципальным образованием со статусом сельского поселения.